# Podocarpus acuminatus
Podocarpus acuminatus là một loài thực vật hạt trần trong họ Thông tre. Loài này được de Laub. miêu tả khoa học đầu tiên năm 1992. Chúng được tìm thấy ở Brasil và Venezuela. 